# José Antonio Guerrero Ludeña
José Antonio Guerrero Ludeña (València, 1808 - 1891) fou un polític valencià. Era fill d'un militar acabalat i durant el període liberal de 1834 a 1843 fou membre de la Milícia Nacional. D'idees republicanes, el 1840 fou nomenat alcalde quart de València, però el 1843 fou bandejat a Maó, d'on no va poder tornar fins a la caiguda d'Espartero.
Novament fou regidor de València i membre de la Diputació de València. Com a líder del Partit Democràtic, va dirigir la Junta Revolucionària de 1854. També fou un dels dirigents de la Junta Revolucionària de València durant la revolució de 1868. Després fou nomenat governador civil i elegit alcalde de València de gener a octubre de 1869.
Fou elegit diputat pel barri de Sant Vicent (València) dins les files del Partit Republicà Democràtic Federal a les eleccions generals espanyoles de 1869, 1871, eleccions generals espanyoles d'abril de 1872 i 1873. La seva negativa a les pretensions del Capità general de desarmar la Milícia Nacional el portaren a protagonitzar la revolta federal d'octubre de 1869.
Quan va caure la Primera República Espanyola i es produí la restauració borbònica va intentar reorganitzar el Partit Republicà Federal, del qual en fou el principal dirigent al País Valencià. Va encapçalar una candidatura unitària de totes les forces republicanes de cara a les eleccions generals espanyoles de 1886, però no fou elegit.